# 温泉津インターチェンジ
温泉津インターチェンジ（ゆのつインターチェンジ）は、島根県大田市温泉津町（ゆのつちょう）にある山陰自動車道（仁摩温泉津道路）のインターチェンジである。無料区間に設置されているため、料金所は設置されていない。

## 歴史
- 2013年（平成25年）12月19日 : IC名称を仮称と同じ温泉津ICで正式決定[1]。
- 2014年（平成26年）3月15日 : 湯里IC - 石見福光IC間開通に伴い供用開始[2]。

## 道路
- 山陰自動車道 (39番)

## 接続する道路
- 国道9号

## 周辺
- 温泉津温泉
- 温泉津駅 （JR山陰本線）
- 大田警察署温泉津広域交番

## 隣
山陰自動車道
(38)湯里IC - (39)温泉津IC - (40)石見福光IC